# San Diego
San Diego ([ˌsæn_diˈeɪɡoʊ]
 ( lyssna); spanskt uttal: [san ˈdjeɣo]) är en stad i södra Kalifornien i sydvästra USA. San Diego har omkring 1,2 miljoner invånare och i storstadsområdet 2,9 miljoner invånare. Staden är USA:s åttonde största stad. 
San Diego, som har en yta på 963,6 km², är belägen i delstatens sydvästligaste hörn omedelbart norr om gränsen till Mexiko, med Tijuana på den mexikanska sidan. Storstadsområden på båda sidor gränsen har tillsammans knappt 5 miljoner invånare.

## Historia
Den 12 november 1602 landsteg Sebastian de Viscaíno på platsen (nära indianstaden "Nipaguay") och döpte den till San Diego efter helgonet Didakus. Staden grundades av spanjorerna 1769. Den tillhörde ursprungligen det spanska kolonialväldet i Amerika (Nya Spanien) och efter självständigheten från Spanien, därefter Mexiko. Under spanskt styre var området och staden ett centrum för missionärsverksamhet. 
Efter kriget mellan Mexiko och USA från 1846 till 1848, som avslutades med freden i Guadalupe Hidalgo, blev San Diego liksom Kalifornien i övrigt en del av USA.

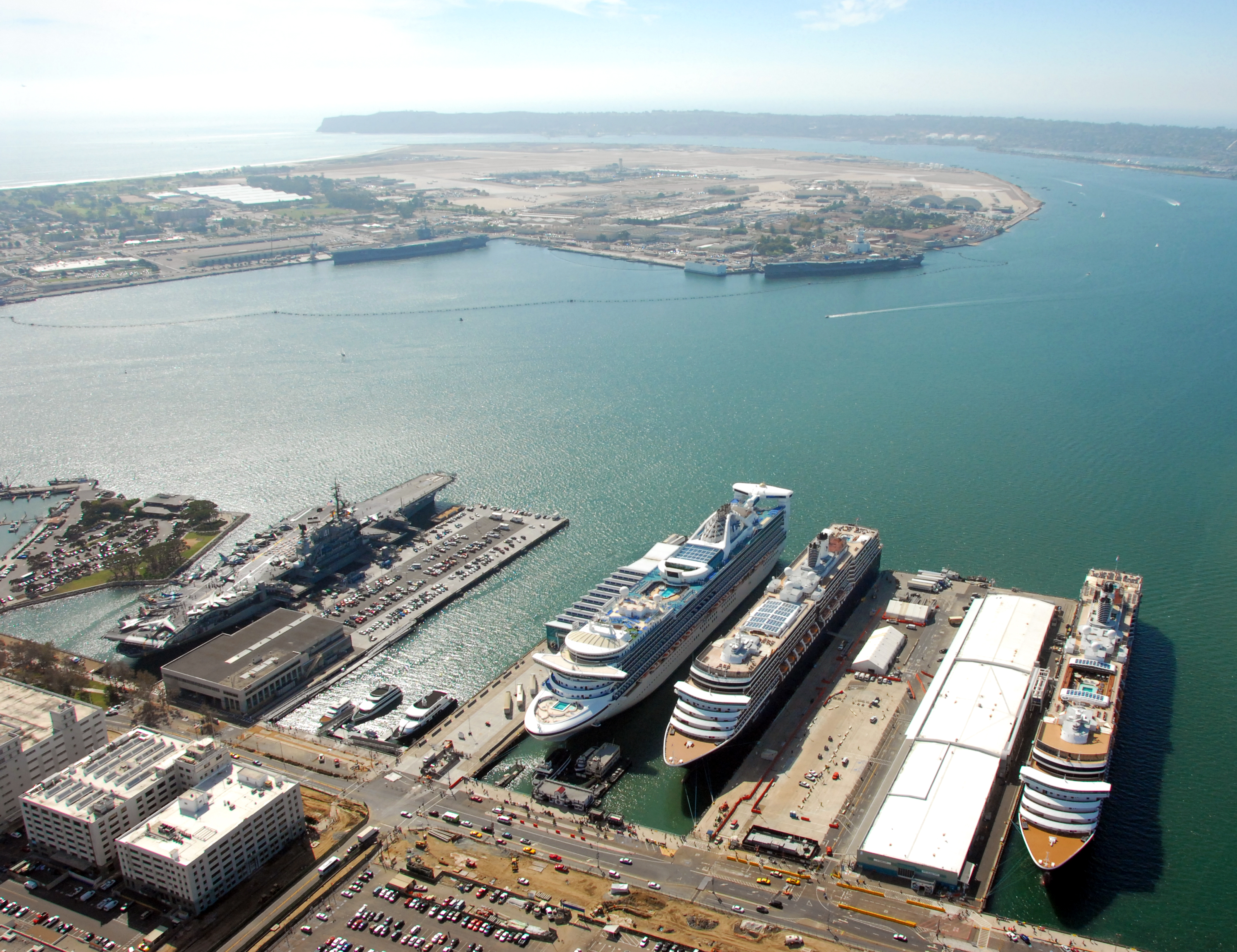
Hangarfartyget till vänster är ett museifartyg i San Diegos hamn, jämsides med besökande kryssningsfartyg och mittemot Naval Air Station North Island med hangarfartygen i aktiv tjänst på andra sidan bukten. Bilden är tagen 4 oktober 2012.

Sedan andra världskriget och under hela det kalla kriget har den amerikanska marinen haft, och fortsätter att ha, en dominerande roll i stadens ekonomi. Staden är hemmabas för en stor del av den amerikanska stillahavsflottan vid Naval Base San Diego, Naval Base Coronado, Naval Base Point Loma och flera andra militära anläggningar kring staden. I San Diego finns en av två rekrytutbildningar för meniga i USA:s marinkår. Norr om staden ligger Marine Corps Air Station Miramar och utanför countyt i riktning mot Los Angeles finns Marine Corps Base Camp Pendleton.
Under 1990-talet har bioteknik blivit en av stadens viktigaste näringskällor tillsammans med telecomgiganten Qualcomm. Staden är också hem för två av världens mest berömda djurparker, San Diego Zoo och San Diego Zoo Safari Park. Dessutom finns temaparken SeaWorld i norra San Diego. Även det ansedda Scripps Institution of Oceanography finns inom stadens gränser, dock i den nordliga stadsdelen La Jolla.

## Kultur
Kulturmässigt är San Diego en kontrasternas stad. Den stora mexikanska minoriteten som immigrerat söderifrån har satt sin prägel, huvudsakligen genom det spanska språkets influens. I vissa områden av staden, främst de södra och sydöstra, är spanska det mest utbredda språket.
Banden P.O.D. och Blink-182 samt Pierce the veil kommer från San Diego. liksom wrestlaren Rey Mysterio.
Balboa Park är den största urbana kulturparken i USA. Här hittas bland annat 15 större museum, välkända konstscener, vackra trädgårdar och den stora djurparken San Diego Zoo som inhyser allt från koalor till isbjörnar. I Balboa Park kan man, förutom att strosa omkring, även njuta av konserter, utställningar, föreställningar, filmvisningar och yogapass . Här finns en bit svenskt kulturarv i form av House of Sweden som drivs av några eldsjälar för att bevara och utbilda allmänheten om den svenska kulturen.
Bland filmer som är inspelade i San Diego återfinns Anchorman liksom Top Gun och dess uppföljare Top Gun: Maverick.

## Geografi

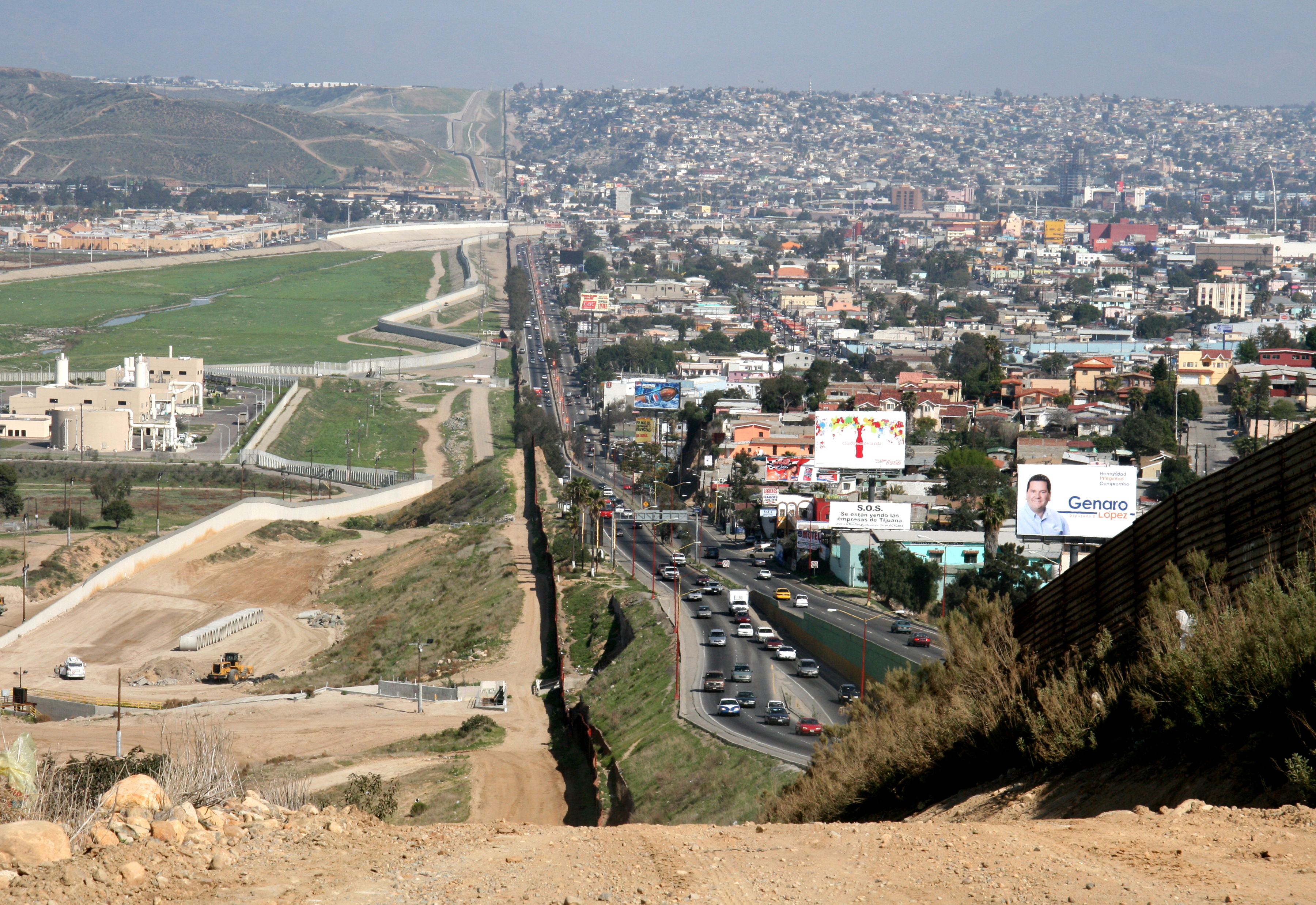
Gränsen mellan Tijuana, Mexiko (till höger) och San Diego, USA (till vänster).

Staden befinner sig strax norr om statsgränsen till den mexikanska grannstaden Tijuana, och 193 km söder om Los Angeles.

### Andra städer på samma breddgrad
- Tripoli, Libyen
- Dallas, USA (Texas)
- Mexicali, Mexiko
- Isfahan, Iran
- Tijuana, Mexiko
- Hamilton, Bermuda
- Benghazi, Libyen
- Tel Aviv, Israel
- Nanjing, Kina

## Klimat

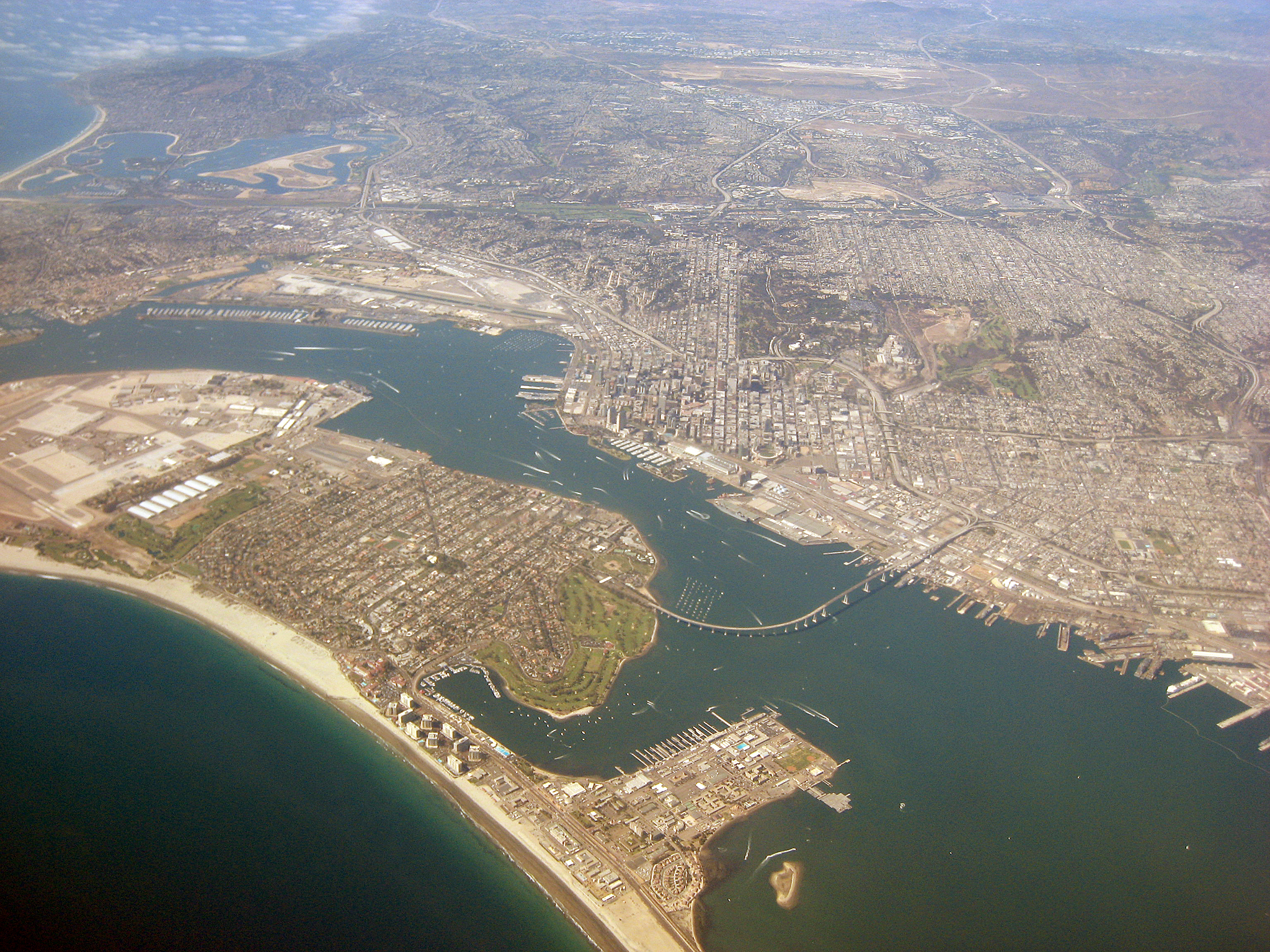
Vy över San Diego och Coronado från luften.

San Diego har ett subtropiskt stäppklimat med torra somrar och något regniga men varma vintrar.
Temperaturerna dagtid i augusti är oftast 24-27 °C, med något svalare nätter. I januari är dagstemperaturen oftast 18-21 °C med mycket svalare nätter.
Ibland uppstår dock värmeböljor i staden då het luft från öknen kommer in som ett högtryck och kan då höja temperaturen med 5-10 °C över genomsnittstemperaturen, även mitt i vintern. 
San Diego har mildare temperaturer på somrarna än grannstäderna, såsom Los Angeles som har betydligt varmare somrar, dock om du befinner dig några kilometer i inlandet kan temperaturerna bli 10 grader varmare. Staden El Cajon som ligger 16 km inåt land upplever ett betydligt hetare klimat, där dagstemperaturen på sommaren oftast når 32 °C.
Årsnederbörden i San Diego är mycket låg, och staden åtnjuter mycket solsken året om.
Normala temperaturer och nederbörd i San Diego:
|                                            | Jan | Feb | Mar | Apr | Maj | Jun | Jul | Aug | Sep | Okt | Nov | Dec |
| ------------------------------------------ | --- | --- | --- | --- | --- | --- | --- | --- | --- | --- | --- | --- |
| Normaldygnets maximitemperaturs medelvärde | 20  | 20  | 20  | 20  | 21  | 22  | 25  | 25  | 25  | 24  | 21  | 20  |
| Normaldygnets minimitemperaturs medelvärde | 10  | 10  | 12  | 13  | 15  | 17  | 19  | 20  | 19  | 16  | 12  | 10  |
|                                            |     |     |     |     |     |     |     |     |     |     |     |     |
| Nederbörd                                  | 46  | 39  | 45  | 20  | 5   | 2   | 0   | 2   | 6   | 9   | 37  | 40  |

| Diagram | temperaturer i °C • månadsnederbörd i mm | temperaturer i °C • månadsnederbörd i mm | temperaturer i °C • månadsnederbörd i mm | temperaturer i °C • månadsnederbörd i mm | temperaturer i °C • månadsnederbörd i mm | temperaturer i °C • månadsnederbörd i mm | temperaturer i °C • månadsnederbörd i mm | temperaturer i °C • månadsnederbörd i mm | temperaturer i °C • månadsnederbörd i mm | temperaturer i °C • månadsnederbörd i mm | temperaturer i °C • månadsnederbörd i mm | temperaturer i °C • månadsnederbörd i mm |
|         | 46 20 10                                 | 39 20 10                                 | 45 20 12                                 | 20 13                                    | 5 21 15                                  | 2 22 17                                  | 0 25 19                                  | 2 25 20                                  | 6 25 19                                  | 9 24 16                                  | 37 21 12                                 | 40 20 10                                 |

Normala temperaturer och nederbörd i El Cajon:
|                                            | Jan | Feb | Mar | Apr | Maj | Jun | Jul | Aug | Sep | Okt | Nov | Dec |
| ------------------------------------------ | --- | --- | --- | --- | --- | --- | --- | --- | --- | --- | --- | --- |
| Normaldygnets maximitemperaturs medelvärde | 21  | 22  | 22  | 23  | 24  | 28  | 32  | 32  | 31  | 27  | 23  | 22  |
| Normaldygnets minimitemperaturs medelvärde | 7   | 8   | 9   | 11  | 14  | 16  | 17  | 18  | 17  | 15  | 12  | 9   |
|                                            |     |     |     |     |     |     |     |     |     |     |     |     |
| Nederbörd                                  | 42  | 45  | 48  | 20  | 4   | 1   | 1   | 1   | 4   | 12  | 30  | 34  |

| Diagram | temperaturer i °C • månadsnederbörd i mm | temperaturer i °C • månadsnederbörd i mm | temperaturer i °C • månadsnederbörd i mm | temperaturer i °C • månadsnederbörd i mm | temperaturer i °C • månadsnederbörd i mm | temperaturer i °C • månadsnederbörd i mm | temperaturer i °C • månadsnederbörd i mm | temperaturer i °C • månadsnederbörd i mm | temperaturer i °C • månadsnederbörd i mm | temperaturer i °C • månadsnederbörd i mm | temperaturer i °C • månadsnederbörd i mm | temperaturer i °C • månadsnederbörd i mm |
|         | 42 21 7                                  | 45 22 8                                  | 48 22 9                                  | 20 23 11                                 | 4 24 14                                  | 1 28 16                                  | 1 32 17                                  | 1 32 18                                  | 4 31 17                                  | 12 27 15                                 | 30 23 12                                 | 34 22 9                                  |

| Jan         | Feb         | Mar         | Apr         | Maj         | Jun         | Jul         | Aug         | Sep         | Okt         | Nov         | Dec         |
| ----------- | ----------- | ----------- | ----------- | ----------- | ----------- | ----------- | ----------- | ----------- | ----------- | ----------- | ----------- |
| 15 °C 59 °F | 16 °C 61 °F | 16 °C 61 °F | 17 °C 63 °F | 18 °C 64 °F | 19 °C 66 °F | 21 °C 70 °F | 22 °C 72 °F | 21 °C 70 °F | 19 °C 66 °F | 17 °C 63 °F | 16 °C 61 °F |

Visa eller redigera grafens rådata.

San Diego har den varmaste och mest pålitliga havstemperaturen i  Kalifornien, som brukar vara 15-16 °C under vintern och 22-23 °C som varmast under augusti. Badsäsongen börjar oftast i maj och slutar ibland så sent som i mitten på november.

## Kommunikationer

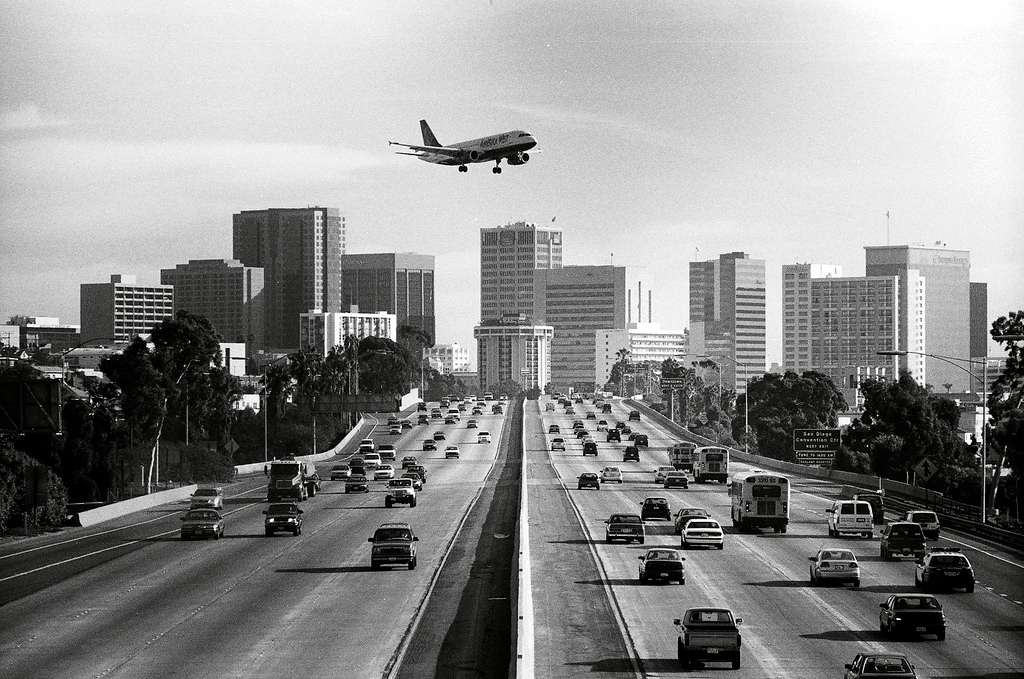
I-5 i sydlig riktning mot Downtown. Ovan syns ett trafikflygplan på inflygning till San Diego International Airport.

Genom staden går Interstate 5 (I-5), den huvudtrafikled som går parallellt med USA:s västkust från gränsen till Mexiko upp till gränsen mot Kanada.
San Diegos största passagerarflygplats är San Diego International Airport som har över 17 miljoner passagerare varje år. Den ligger cirka 5 kilometer norr om centrala San Diego (Downtown). Övriga flygplatser i närområdet är Brown Field Municipal Airport och Montgomery Field.

## Sport
Surfing är också populärt i San Diego.

### Professionella lag i de stora lagsporterna

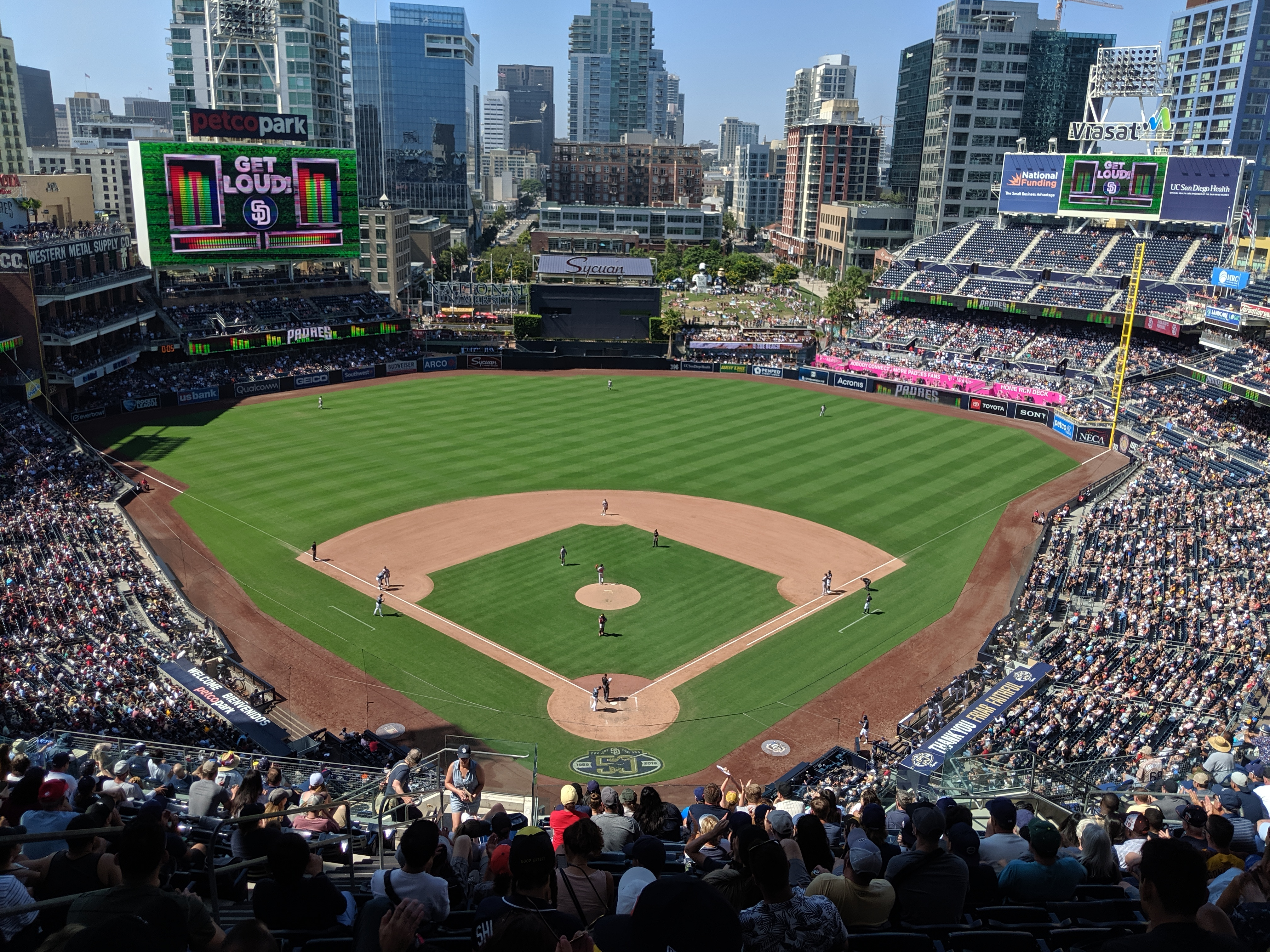
Petco Park, hemmaarena för basebollaget San Diego Padres.

- MLB - baseboll
  - San Diego Padres
  - San Diego Gulls